# Bivalent logik
Bivalent logik är logik där endast två sanningsvärden förekommer, till skillnad från till exempel flervärd logik och suddig logik. Bivalent logik skiljer sig från lagen om det uteslutna tredje, genom att det förstnämnda baseras på tanken att uttrycket P måste vara sant eller falskt, medan det sistnämnda baseras på tanken att för varje P måste P eller icke-P vara sant. 
Soritesparadoxen utmanar tanken om bivalent logik, och senare debatt har gett upphov till bland annat den suddiga logiken, medan filosofer som Timothy Williamson argumenterat för den bivalenta logiken.